# NGC 27

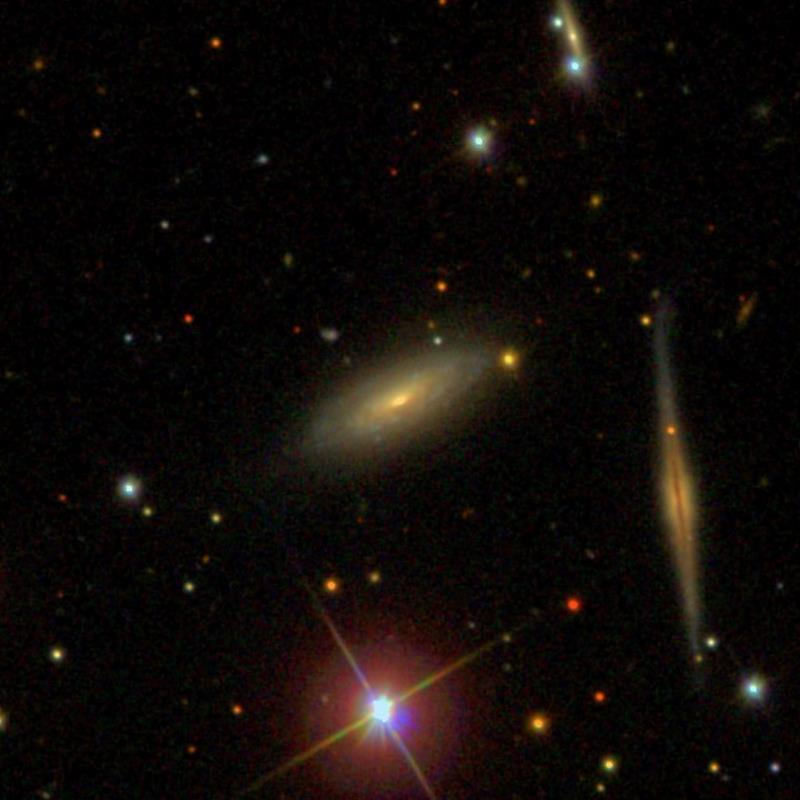
NGC 27

NGC 27是仙女座的一個漩渦星系。星等為13.7，赤經為10分32.7秒，赤緯為+28°59'49"。在1884年8月3日首次被路易斯·斯威夫特發現。它与附近的 UGC 95 形成一个星系对。